# Animátor (filmařská profese)

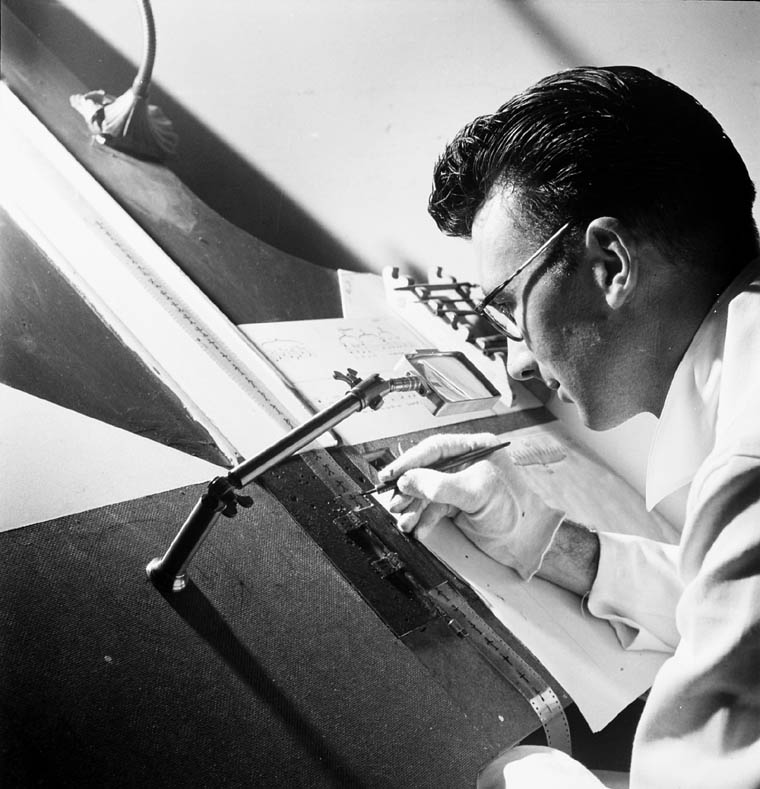
Animování

Animátor je filmařská profese, zabývající se tvorbou animací. Působnost animátora je nejednoznačně vymezená - od režiséra, scenáristy po výtvarníka či fázaře. Vzhledem k mnoha rozdílným technikám a technologiím animovaného filmu je konkrétní činnost animátora specifická. Při filmové tvorbě často spolupracuje několik animátorů, u celovečerních vysokorozpočtových filmů může jít až o stovky osob.

## Tradiční animace
V oblasti tradiční kreslené nebo loutkové animace se dá říci, že práce animátora je zvláštní druh herectví. Animátor posouvá fázi po fázi předmět hry - loutku, nebo kreslí fáze kreslených postav (předmětů) a vytváří tak charakteristický pohyb a projev v kontextu celého díla. Prvním animátorem v této oblasti byl možná Athanasius Kircher, který ve své Laterna magice rozhýbal v projekci první kreslené fáze - na skla nakreslil figury, umístil je do svého zařízení a pak s nimi pomocí provázků pohyboval. První spojení animace a filmu vzniklo v roce 1906 kdy Thomas Edison nafotografoval sérii kreseb Jamese Stuarta Blacktona - Humorné fáze vtipných tváří, na které použil kolem 3000 kreseb.
Pro animaci nemusí animátor použít loutky a kresby snímané kamerou, například Len Lye, nebo později i Norman McLaren experimentovali s animací přímo na filmový pás nebo pracovali s pixilací. K animaci lze použít i přírodní materiály, jako je písek, hlína, nebo například zvláštní špendlíkové plátno animátora Alexandera Alexeïeffa (Noc na Lysé hoře,1934,En Passant,1943).

## Počítače
V počítačové animaci funkce animátora záleží především na používané technologii. V 3d animaci jsou role ve větších filmových produkcích jasně odděleny od dalších souvisejících činností - modelář vytváří modely, někdo jiný zase kostry loutek, další pak textury a materiály, apod. - funkce animátora pak souvisí jen s pohybem připravených loutek.
Hlavní animátor vymýšlí hru postav a jejich povahu i charakter, další animátoři pak jeho představy realizují na přidělených postavách. Animovat se nemusí jen lidské či zvířecí postavy, animátor vytváří i animace různých objektů, textů, přechodů a jeho práce může úzce souviset s tvorbou filmových triků, případně s rotoskopingem.
V případě nezávislých autorských filmů často animátor zastává roli střihače, kameramana, zajišťuje si postprodukci - nástroje na tyto činnosti bývají součástí softwarových balíku na počítačovou animaci.

## Významní animátoři
čeští
- Jiří Trnka
- Karel Zeman
- Hermína Týrlová
- Zdeněk Miler
- Jiří Brdečka
- Jan Švankmajer
- Jan Pinkava
- Jan Tománek
- Vlasta Pospíšilová
- Alfons Mensdorff-Pouilly
- Bedřich Glaser
- Boris Masník
- Lubomír Beneš

ostatní
- Walt Disney (myšák Mickey - spolu s Ubem Iwerksem, nasazování nových technologií v animovaných filmech)
- Émile Cohl
- Windsor McCay
- John Randolph Bray (vymyslel kresbu pozadí a popředí zvlášť)
- Earl Hurd (kresba na ultrafány)
- Raoul Barré (papírková animace)
- Max Fleischer – vymyslel techniku rotoskopingu
- Hans Richter (abstraktní animace)
- Walter Ruttmann (abstraktní animace)
- Len Lye (animace přímo na film)
- Norman McLaren (inovátor animace, pixilace, experimenty)
- Tex Avery (králík Bunny)
- Chuck Jones, John Hubley (založil po stávce animátorů u Disneyho studio UPA, 1941)
- Berthold Bartosch
- Alexander Alexeïeff (špendlíkové plátno)
- Oscar Fishinger (abstraktní animace)
- Ladislas Starevič (loutková animace hmyzu)
- Dušan Vukotić
- Jan Lenica
- Stephen a Timothy Quayovi
- Giorgio Bikkal
- Jana Lesage (kreslířka, fázařka)